# Cascatas de Triberg
As cascatas de Triberg (em alemão:  Triberger Wasserfälle) são quedas de água (cascatas) na Alemanha. Descem 163 metros (entre 711 e 872 metros de altitude), e são um marco na região da Floresta Negra. Acima de Triberg, em plena Floresta Negra, o rio Gutach passa de um suave ondulado altiplano a um vale rochoso em forma de V.
Em Triberg, na parte inferior das cascatas, o profundo vale forma uma bacia apenas suficiente para uma cidade pequena. A bacia e as cascatas formaram-se inicialmente por duas falhas no granito e depois pelos glaciares durante várias glaciações do Pleistoceno.